# Дихлоробис(трифенилфосфин)платина
Дихлоробис(трифенилфосфин)платина — металлоорганическое соединение
платины
с формулой Pt[P(C6H5)3]2Cl2,
белые кристаллы.

## Получение
- Реакция суспензии трифенилфосфина в этаноле с водным раствором тетрахлороплатинатом(II) калия:

{\displaystyle {\mathsf {K_{2}[PtCl_{4}]+2P(C_{6}H_{5})_{3}\ {\xrightarrow {}}\ Pt[P(C_{6}H_{5})_{3}]_{2}Cl_{2}+2KCl}}}

## Физические свойства
Дихлоробис(трифенилфосфин)платина образует белые кристаллы.
Устойчив на воздухе.
Не растворяется в воде, этаноле и эфире.
Растворяется в дихлорметане.
Образует цис- и транс-изомеры.